# 58ª Divisione fanteria "Legnano"
La 58ª Divisione fanteria "Legnano" fu una grande unità del Regio Esercito durante la seconda guerra mondiale. Nel 1943 -1944 fu trasformata nel Primo Raggruppamento Motorizzato e Gruppo di Combattimento "Legnano". Il 15 ottobre 1945 fu ricostituita come Divisione fanteria motorizzata "Legnano" del nuovo Esercito Italiano e nel 1975 fu riorganizzata in Brigata meccanizzata "Legnano".

## Storia

Un motociclista della divisione in una data imprecisata durante il conflitto.

La 58ª Divisione fanteria "Legnano" fu costituita l'8 febbraio 1934 per trasformazione della 6ª Divisione militare territoriale di Milano, inquadrando il 7º Reggimento fanteria "Cuneo", l'8º Reggimento fanteria "Cuneo" ed il 67º Reggimento fanteria "Palermo" con il supporto del 27º Reggimento artiglieria divisionale. 
Il primo comandante è stato il Generale di Divisione Riccardo Moizo, già comandante della 6ª Divisione militare territoriale di Milano dal dicembre 1932 rimanendovi fino a settembre 1934.
Nel 1936 mobilitò i suoi uomini per la campagna d'Etiopia. Il 24 maggio del 1939 i reparti confluirono in due distinte divisioni: la 6ª Divisione fanteria "Cuneo" e la 58ª Divisione fanteria "Legnano". Quest'ultima dispose dei reggimenti 67º e 68º fanteria "Legnano" (il primo con il Comando nella caserma Cadorna a Legnano, il secondo a Como) e del 58º Reggimento artiglieria "Legnano".
Durante la seconda guerra mondiale operò in Francia fin dal 1940 nella zona Fenestrelle-Colle delle Finestre, in riserva alla 4ª Armata. Terminate le ostilità contro la Francia, la divisione rimase in territorio metropolitano fino al gennaio 1941, quando venne inviata sul fronte greco-albanese ed inquadrata nel XXV Corpo d'armata della 11ª Armata. Dislocata sul litorale, contribuì a frenare la controffensiva greca. Il 26 gennaio partecipò alla rottura del fronte su Arza. Dall'8 marzo si schierò a difesa di Tepelenë. Raggiunse Klisura il 16 aprile nell'ambito di una più vasta offensiva italiana. Terminate le operazioni si portò a Kumani, a disposizione della 9ª Armata. Il 21 giugno iniziarono le operazioni di imbarco da Valona e, rimpatriata, venne inviata prima in Lombardia poi in Liguria.
Nel novembre 1942 venne inviata nella zona di occupazione italiana della Francia meridionale, schierandosi in funzione antisbarco sulla costa tra Cannes e Saint-Tropez. Nel luglio 1943 inizia il rimpatrio con destinazione Puglia. L'8 settembre 1943 coglie i reparti ancora in trasferimento, con alcuni reparti concentrati tra Francavilla Fontana e Brindisi, mentre altri erano frazionati tra Bologna e le zone di transito. Tuttavia le unità rimasero salde e coese e fornirono reparti per la costituzione del 1º Raggruppamento motorizzato e successivamente del Corpo Italiano di Liberazione.
Il 15 novembre 1943 la divisione perse il 58º Reggimento artiglieria e nel gennaio 1944 fu effettuato l'avvicendamento presso il 1º Raggruppamento motorizzato del 67º fanteria con il 68º, senza però che il 67º tornasse alla divisione, che così il 17 febbraio 1944 si scioglie. Il 24 settembre 1944 fu costituito il Gruppo di Combattimento "Legnano" per trasformazione della I Brigata del CIL, con in forza il 68º Reggimento fanteria "Palermo", rinforzato dal IX Reparto d'assalto, il Reggimento fanteria speciale, costituito con il personale veterano del 3º Reggimento alpini e del 4º Reggimento bersaglieri e l'11º Reggimento artiglieria (già in forza alla 104ª Divisione fanteria "Mantova", al 1º Raggruppamento ed infine al CIL).
Il 15 ottobre 1945 il Gruppo di Combattimento riassunse la denominazione di Divisione fanteria motorizzata "Legnano", che nel 1975 fu riorganizzata come Brigata meccanizzata "Legnano", inquadrata nella Divisione corazzata "Centauro".

## Ordine di battaglia: 1940
- 67º Reggimento fanteria "Palermo"
- 68º Reggimento fanteria "Palermo"
- 58º Reggimento artiglieria "Legnano"
  - I Gruppo artiglieria da 100/17
  - II Gruppo artiglieria da 75/27
  - III Gruppo artiglieria da 75/18 Mod. 1934/1935
  - 4ª Batteria contraerea da 20/65
- LVIII Battaglione mortai da 81
- 58ª Compagnia cannoni controcarro da 47/32 Mod. 1935
- 58ª Compagnia mitraglieri
- LVII Battaglione genio
  - 25ª Compagnia genio
  - 58ª Compagnia mista telegrafisti/marconisti
  - 67ª Compagnia fotoelettricisti
- 61ª Sezione sanità
  - 31º Nucleo chirurgico
- una sezione sussistenza
- 163º Autogruppo
  - 138ª Autosezione pesante
  - 58ª Autosezione leggera
- 18ª Sezione CC.RR.
- 19ª Sezione CC.RR.
- 240ª Sezione CC.RR.
- 16º Ufficio posta militare

## Ordine di battaglia: 8 settembre 1943
- 67º Reggimento fanteria "Palermo"
- 68º Reggimento fanteria "Palermo"
- 58º Reggimento artiglieria "Legnano"
  - I Gruppo artiglieria da 100/17
  - II Gruppo artiglieria da 75/27
  - III Gruppo artiglieria da 75/18
  - 4ª Batteria contraerea da 20/65
- LVIII Battaglione mortai da 81
- 67ª Compagnia fotoelettricisti
- un plotone genio trasmissioni
- un distaccamento genio minatori
- distaccati in Puglia:
  - 58ª Compagnia mitraglieri
  - una batteria/58º Reggimento artiglieria "Legnano"
  - 12ª Batteria/IV Gruppo artiglieria/58º Reggimento artiglieria "Legnano"
  - 358ª Batteria artiglieria contraerea
- dal 13 settembre 1943:
  - 162º Reggimento fanteria costiero
  - CCCL Battaglione costiero
  - 323º Distaccamento antiparacadutisti
  - 407º Distaccamento antiparacadutisti
  - 4º Raggruppamento artiglieria
  - XCIX Raggruppamento G.a.F.

## Comandanti
- Gen. D. Adalberto di Savoia-Genova (-1938)
- Gen. D. Ettore Baldassarre (1938-1939)
- Gen. D. Edoardo Scala (30 aprile 1939 - 31 dicembre 1940)
- Gen. B. Vittorio Ruggero (1º gennaio - 25 gennaio 1941)
- Gen. D. Amedeo De Cia (25 gennaio 1941 - 13 novembre 1942)
- Gen. D. Giovanni Marciani (22 novembre - 28 dicembre 1942)
- Gen. D. Roberto Olmi (29 dicembre 1942 - 10 settembre 1943)
- Gen. B. Vincenzo Dapino (settembre 1943)
- Gen. B. Silvio Brisotto (1944)
- Gen. B. Livio Negro (?)
- Col. Ettore Fucci (int.)
- Gen. D. Domenico Fornaci (1972)